# Kawaakago

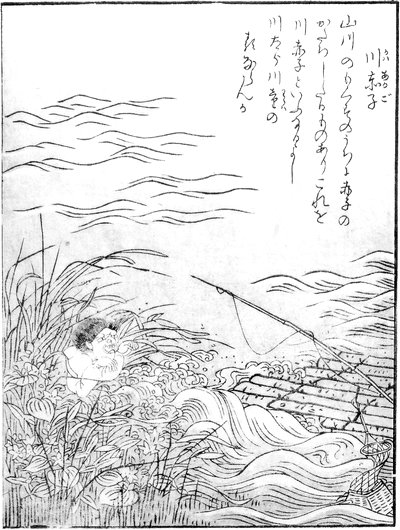
Illustration d'un kawaakago par Toriyama Sekien tiré du Konjaku Gazu Zoku Hyakki.

 (mai 2025).
Si vous disposez d'ouvrages ou d'articles de référence ou si vous connaissez des sites web de qualité traitant du thème abordé ici, merci de compléter l'article en donnant les références utiles à sa vérifiabilité et en les liant à la section « Notes et références ».
Kawaakago (川赤子, kawaakago, littéralement : « enfant rouge de la rivière ») est un yōkai du folklore japonais. Il s'agit de l'esprit d'un enfant mort noyé qui apparaît au bord des lacs et rivières, sous l'apparence d'un nouveau-né. Ses pleurs attirent les personnes qui passent près de lui.